# محمية خليج سلوى

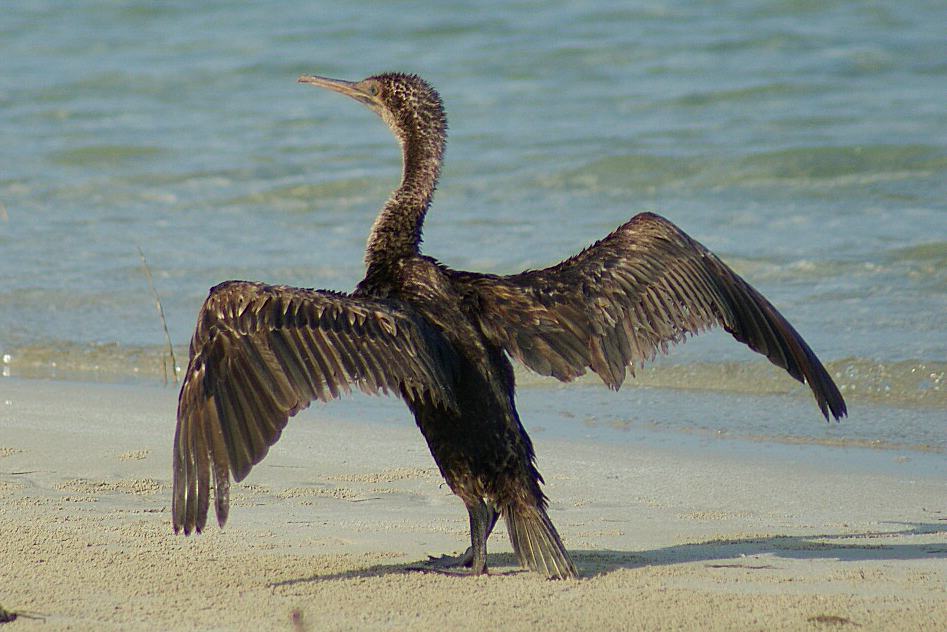
صورة طائر الغاق الموجود في المحمية

محمية خليج سلوى هي محمية طبيعية تقع  جنوب خليج سلوى على حدود بين المملكة العربية السعودية ودولة قطر.

## الأهمية والتطوير
من أهم ما يميز محمية خليج سلوى هو البيئة الطبيعية في الساحل الغربي للخليج وهي بيئة هامة للطيور والتنوع الحيوي، مما جعل الحكومة السعودية تقوم بما يلزم عليها لحماية الحياة الفطرية في المحمية، لمنعها من الانقراض 
في سنة 2006 جرى الإعداد لإعلان محمية خليج سلوى منطقةً محمية جديدة على الخليج العربي من طرف الهيئة الوطنية لحماية الحياة الفطرية وإنمائها
ومن منطلق اهتمام الحكومة السعودية بالحياة الفطرية وعدم انقراض هذه الحيوانات، فقد قامت بإنشاء المركز الوطني للحياة الفطرية للأهتمام بهذه المحمية والمحميات الأخري في جميع مناطق المملكة.

## الحياة الطبيعية
ومن أهم هذه الطيور والحيوانات الموجودة في المحمية هو: طائر الغاق البحري، ويطلق عليه أيضًا مسمى غراب البحر وذلك بسبب لونه الأسود، وهو أحد الطيور النادرة التي تتغذى علي الأسماك عن طريق الغوص، والمهددة بالإنقراض.

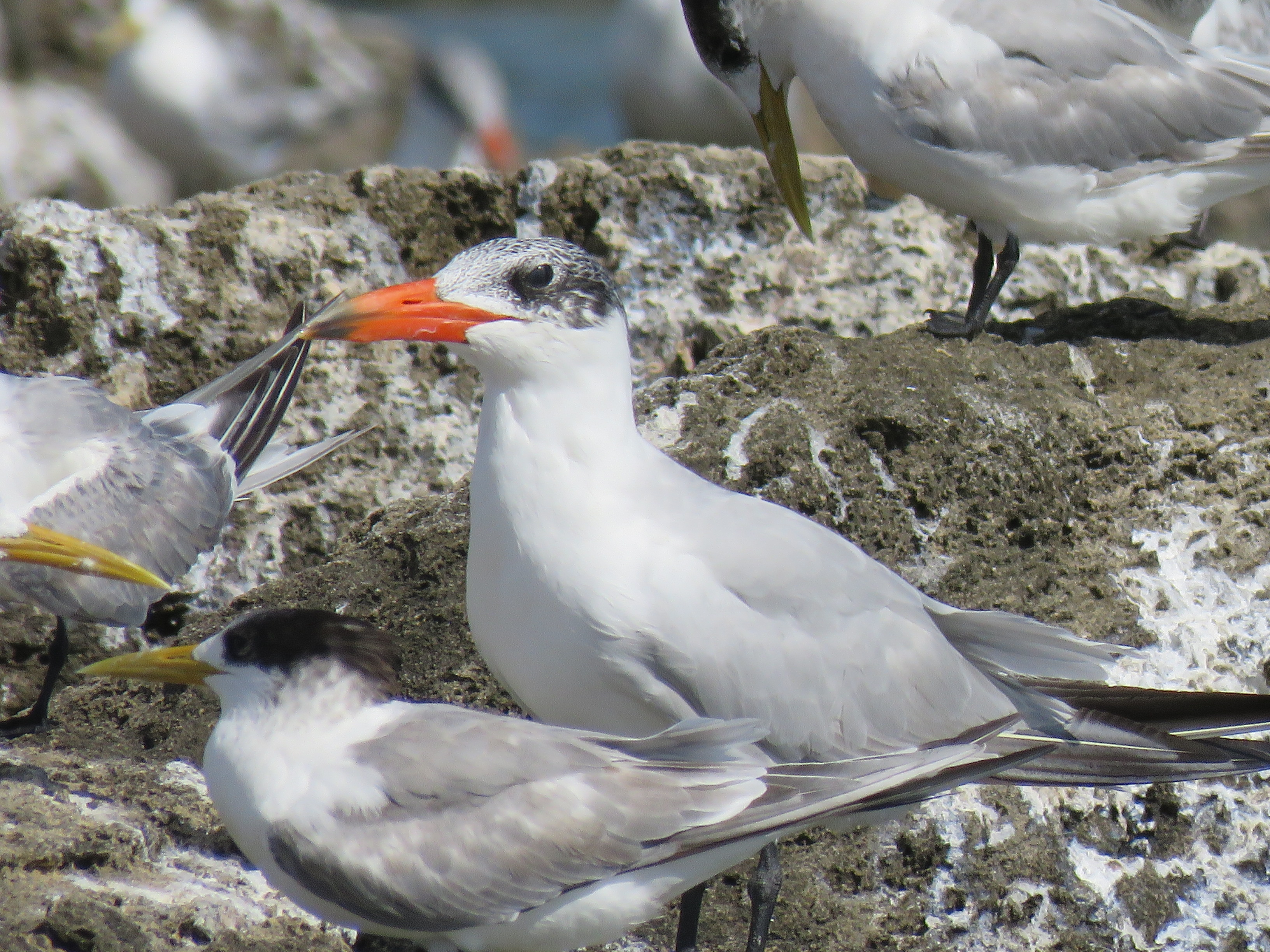
خرشنة قزوينية أو ما يعرف بالطائر خطاف أبو ملحة

و الخرشنة قزوينية وله مسميات أخرى منها: خطاف أبو بلحة أو خطاف بحر قزويني ، والخرشنة بيضاء الخدود ، خرشنة بنغالية، خرشنة ملجمة وجميعها من فصيلة طيور النورس القابلة للانقراض.[بحاجة لمصدر]
كما توجد في الخليج مجموعات الاطوم والمعروفة بعرائس البحر ذات أهمية خاصة نظرا لأنها لا تهاجر وتبقى في مناطق تغذيتها، حيث تعد المجموعة الموجودة منها في مياه الخليج العربي ثاني أكبر مجموعة على مستوى العالم.